# 이스터사
이스터사(일본어: イースター社)는 PEACH-PIT의 만화 작품 및 그것을 원작으로 한 애니메이션 작품 《캐릭캐릭체인지》에 등장하는 가공의 회사이다.

## 이스터 사의 종사자

#### 루루 드 모르셀(루루)
루루 드 모르셀(ルル・ド・モルセール) /  루루
성우 - 칸다 아케미 / 김새해
수호캐릭터 : 나나
이스터사 프랑스 지부에서 온 아무네 옆 마을의 미소녀. 그 레몬색의 머리에 푸른색 눈을 가지고 있다. 제멋대로이고 도도한 성격에 부친은 프랑스 자작가문 출신의 유명 셰프에 어머니는 여배우이며 자신은 그것이 알려지는 걸 매우 싫어하고 질투를 내고 있다.
그 아이의 마음의 알을 강제로 뽑아 내고, 수수께끼 알로 만들어 내는 특별한 주얼리/쥬얼리를 만드는 능력을 가져서(이 능력을 발동시킬 때에는 머리의 장식이 보라빛 꽃이 된다.) 그 능력을 이스터에서 높이 평가 받아서 파견되었다. 무엇인가 꿈이 있다고 하지만 나나의 말로는 '자신의 꿈을 가장 모르고 있구나' .라고 말버릇이 있다. 나나와의 캐릭터 변신을 하였으나 애뮬릿 하트의 충고로 정화되었으며 그녀는 가족들과 함께 프랑스로 돌아갔다.

### 엠브리오 수색대
츠쿠모(九十九) /  맥스
성우 - 카와타 요시마사 / 최승훈
이스터의 주임으로 니카이도가 이스터를 탈퇴한 후 연구를 이어받아 엠브리오를 찾지만 유카리(유리)가 이스터를 탈퇴하기 전까지는 유카리의 후배로 있었으며 개인적으로 유카리를 동경해 왔다.
 치치마루(千タ丸) /  조
성우 - 사카구치 코이치 / 최지훈
츠쿠모의 부하. 이스터사의 엠브리오 수색대 부원으로 츠쿠모와 행동을 같이한다.
 만다(万田) /  루시
성우 - 네모토 케이코 / 김보영
츠쿠모의 홍일점. 이스터사의 엠브리오 수색대 부원.

### 기타
- 그 외의 이스터 사의 사원들을 소개하고 있다.

#### 산죠 유카리(유리)
산죠 유카리(三条 ゆかり) /  유리
성우 - 나츠키 리오 / 이동은
8월 7일생, B형.
전 이스터사의 사원으로 우타우의 매니저. 현재는 이스터사를 빠져나와 '산죠 프로덕션' 을 설립, 호화 여사장을 노리고 있다. 예전에는 니카이도와 연인사이였지만, 딱 한번의 데이트 이후 그 관계가 깨졌다. 남들이 그녀가 니카이도와 사귀었던 것을 말하면 짜증을 낸다.

#### 니카이도 유우(유노)
니카이도 유우(二階堂 悠) /  유노
성우 - 마지마 준지 / 사와시로 미유키 (소년시절) / 박성태 / 박리나 (소년시절)
9월 18일생, A형.
전 이스터사의 사원으로 현재는 세이요학원의 교사. 수호 캐릭터가 있었으나 예전에 실수로 알을 깨버린 적이 있었다. 후에 애뮬릿 클로버의 도움으로 자신의 수호 캐릭터와 만났지만 금세 돌아가버렸다. 예전에는 유카리와 연인 사이였고 이스터에 있었던 시절에는 예리하고 냉철한 성격을 가졌다.

## 이스터 사의 간부

### 호시나 카즈오미(전무)
호시나 카즈오미(星名 一臣) /  (전무)
성우 - 오가타 미츠루 / 김영찬
이스터사의 전무로 니카이도와 유카리의 전 상사인 사람. 두 사람이 이 사람에게 보고하는 듯이 있었다. 엠브리오를 찾아내기 위해서라면 수단을 선택하지 않으며 냉혹한 성격의 소유자. 좀처럼 엠브리오가 발견되지 않아서 화가 난 것 같다. 그러나 아이러니하게도, 수호 캐릭터의 존재를 모르는 듯 하고, 수호캐릭터를 볼 수도 없다.
이쿠토와 우타우의 새아버지이기도 하며, 이쿠토에게는 '전무씨'라고 불리고 있다.

## 이스터 사의 회장

### 이치노미야 히카루(누리)
이치노미야 히카루 (一之宮ひかる) /  (누리)
성우 - 나카오 에리 / 김영은
혈액형은 O형, 생일은 4월 27일
최종보스. 이스터 사의 최장점에 있는 현재 회장이자 전무의 손자. 지금까지 어르신으로 나올 때의 목소리는 음성변조기를 이용하여 목소리를 변조시킨 것이었다. 알고 보니 엠브리오를 손에 넣으려는 이유는 자신이 모으고 있는 돌 특히 보석의 콜렉션을 수집하기 위해서였다. 어떤 강가에서 예쁜 돌을 주웠는데 반짝이는 그 돌을 보고 아름답다고 느꼈기 때문이었고, 그 이후로 세계에 있는 아름다운 돌을 수집하게 되었다. 즉, 사실상 이스터의 거의 모든 사람들(유우, 유카리, 이쿠토, 우타우, 루루 드 몰세르)은 전부 이 아이에게 이용당한 셈이었다. 세이요 학원의 이사장인 아마카와 츠카사와는 잘 아는 사이인데, 예전에 어떤 강가에서 돌을 주운 그때 만나게 되었는데 츠카사가 자신이 쓴 마음의 알이라는 책을 보여주었다. 그런데 말도 안되는 이야기라며 마지막 페이지를 찢어버렸다. 그 후 그의 명령으로 엠브리오를 나타나게 하기 위해 전무 등이 많은 X알들을 끌어모으고 가디언을 유인하게 된다. 이 과정에서 가디언이 다량의 X알들을 정화하면서 엠브리오를 나타나게 하였고, 끝내 전무가 포획 장치를 써서 결국 엠브리오를 손에 넣게 된다. 이후 전무가 부하들을 버리고 히카루가 있는 곳으로 달려가 마침내 엠브리오를 눈 앞에서 직접 볼 수 있게 되었지만, 자신의 손에 닿자마자 약간 까맣게 변하여 딱딱한 돌로 변하고 말았다. 이내 히카루는 이런 건 필요없다며 버렸다. 보석을 계속 모으는 이유가 밝혀졌는데 텅 빈 자신의 마음을 메우고 싶어해서 모았다고 한다. 그러나 아무는 마음 그 자체가 아름다운 보물이기에 전 세계의 그 어떤 보석을 가져와도 네 마음을 메울 수는 없다며 그 보물은 누군가가 히카루에게 가져다줄 수 없고, 히카루 스스로가 직접 찾아내서 느끼지 않으면 얻지 못한다고 가르쳐준다.